# Río Queguay Chico
Der Río Queguay Chico ist ein Fluss in Uruguay.
Als rechtsseitiger Nebenfluss des Río Queguay Grande fließt er in nordost-südwestlicher Richtung auf dem Gebiet des Departamento Paysandú. Dabei legt er von seiner Quelle in der Cuchilla del Arbolito an der Grenze zum Departamento Salto bis zu seiner Mündung in den Río Queguay Grande eine Distanz von 105 km zurück.

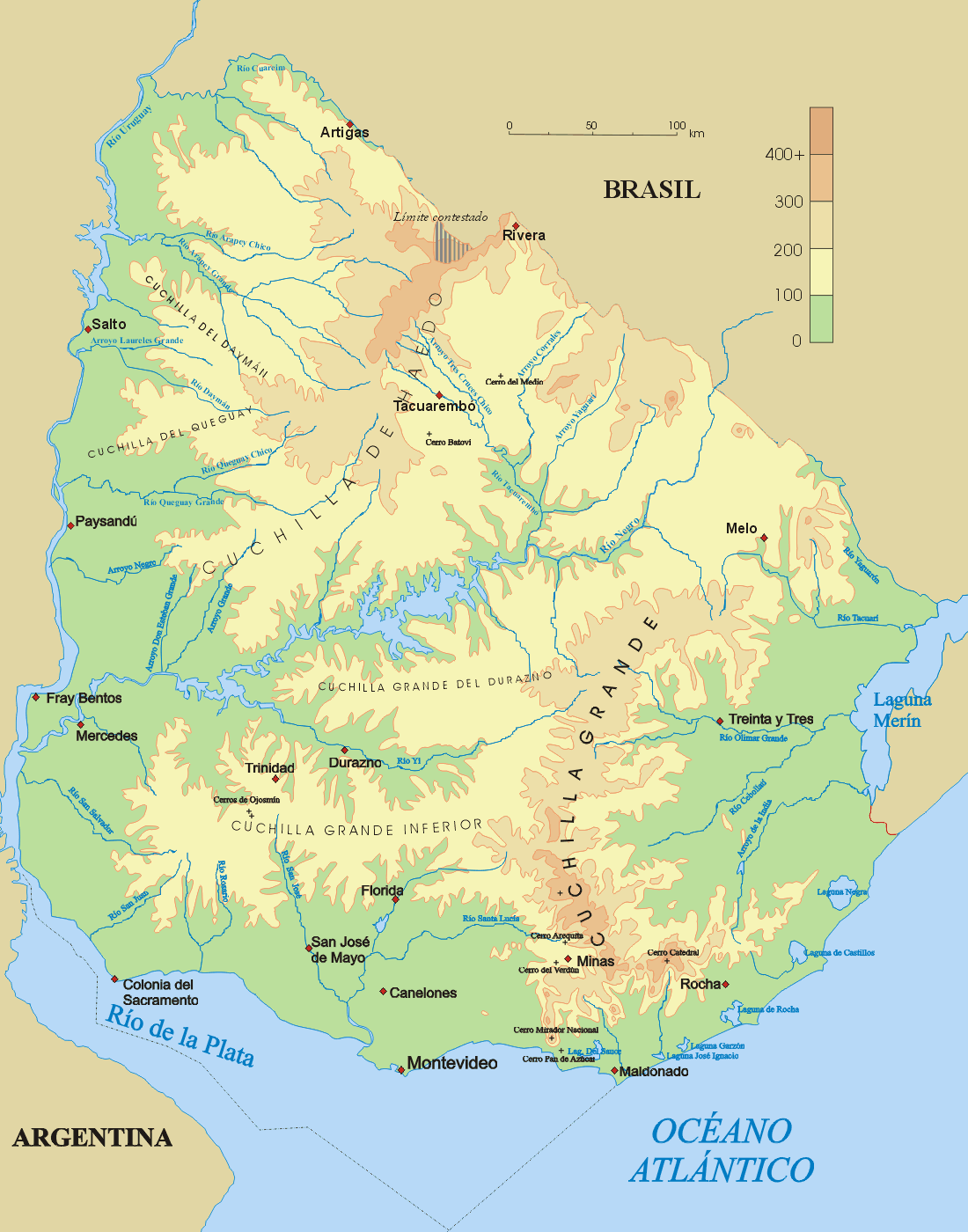
Karte mit Verlauf des Flusses